# Dominic Toninato
Dominic Toninato (Duluth, Minnesota, 9 de marzo de 1994), apodado Tony, es un jugador profesional estadounidense de hockey sobre hielo que se desempeña en la posición de centro en Winnipeg Jets, equipo de la National Hockey League (NHL).

## Carrera
Fue seleccionado en la quinta ronda en la NHL Entry Draft de 2012. En 2017 hizo su debut profesional con el equipo Colorado Avalanche, en el cual jugó dos temporadas (2017-2019), después pasó a Florida Panthers (2019-2020), luego a Winnipeg Jets, donde lleva jugando cuatro temporadas.